# Fiat Grandi Motori
Fiat Grandi Motori è stata una divisione della Fiat per la costruzione di motori diesel per qualsiasi applicazione, in particolare per uso industriale e marino, che ha operato dal 1923 al 1966.

## Storia
Le origini risalgono al 1884, quando nel quartiere torinese di Barriera di Milano, venne avviata l'attività delle Officine Meccaniche Michele Ansaldi, per la costruzione di macchine utensili, che dava impiego a circa 300 operai altamente qualificati, in particolar modo aggiustatori meccanici e lavoratori specializzati.

### Le Officine Meccaniche
Nel marzo del 1905, su pressioni della Banca Commerciale Italiana, attorno alla quale ruotavano le principali concentrazioni industriali della siderurgia italiana, venne siglato un accordo tra Michele Ansaldi e Giovanni Agnelli; tale accordo diede vita alla Fiat-Ansaldi, società costituita con un capitale sociale di Lire 850.000 destinata alla produzione di vetture leggere a quattro cilindri. Nel gennaio del 1906 Michele Ansaldi, che ricopriva la carica di consigliere delegato dell'omonima società, si dimise cedendo la sua quota alla Fiat che incorporò le Officine Meccaniche Ansaldi.

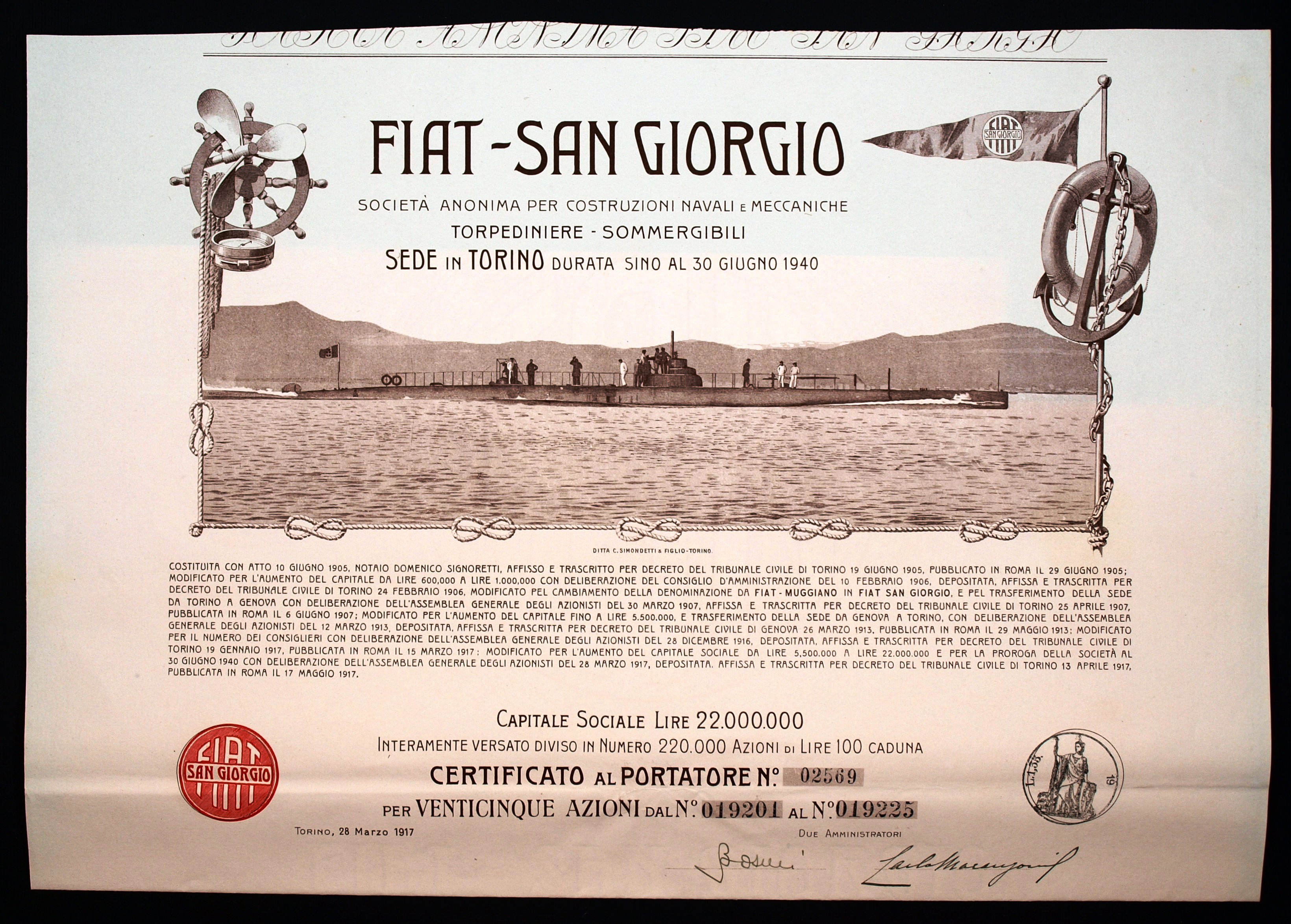
Azione di FIAT-San Giorgio, 28 marzo 1917

Nel 1905, in località Muggiano, nel golfo della Spezia la Fiat impiantò un cantiere navale, denominato “FIAT Muggiano”, la cui attività produttiva era finalizzata alla costruzione di motoscafi in collaborazione con le Officine Meccaniche FIAT di Torino. L'attività non diede i risultati economici previsti e nel 1907 il cantiere fu ricapitalizzato dalla società San Giorgio di Sestri Ponente, di proprietà di Attilio Odero, assumendo la nuova denominazione “FIAT-San Giorgio”. La nuova società rivolse la sua attività produttiva alla costruzione di sommergibili, mezzo strategicamente emergente presso tutte le marine dell'epoca, per la cui costruzione vennero assunti tecnici e maestranze qualificate nel settore, con la produzione di motori e tubi di lancio a Torino, mentre nel cantiere ligure veniva realizzato lo scafo e avvenivano le operazioni di montaggio.
Nel capoluogo piemontese, l'area ritenuta idonea ad ospitare questo nuovo tipo di lavorazioni era proprio quella delle vecchie officine della Fiat Ansaldi (trasformata nel frattempo nella Società automobili Brevetti Fiat), le cui attrezzature e maestranze erano considerate dai vertici della Fiat adatte a supportare la costruzione dei motori marini.
Il primo sommergibile costruito a Muggiano fu il “Foca”, varato nel 1907 cui fecero seguito, nel 1908, altri due battelli, costruiti per Svezia e Danimarca, progettati dal Direttore dello Stabilimento, l'Ingegner Cesare Laurenti. Questi sommergibili, dotati di motori a benzina per la navigazione in superficie, diedero brillanti risultati. L'azienda acquistò in breve tempo reputazione mondiale costruendo sommergibili per Italia, Brasile, Portogallo, Inghilterra, Giappone, Russia, Svezia e Olanda. Nel 1913 la costruzione di sommergibili richiese un aumento di mezzi e di personale e la “FIAT San Giorgio” acquistò l'attiguo cantiere appartenente alla società “Cantieri Navali Riuniti” incorporandone le capacità produttive.
Negli stabilimenti torinesi tra il 1911 e il 1913 si ebbe un aumento della produzione, con la realizzazione oltre che dei motori per sommergibili anche di motori per le navi mercantili e tale aumento della produzione rese necessario un ampliamento degli stabilimenti con la costruzione di un nuovo edificio destinato ad accogliere i reparti per la lavorazione di motori di grandi dimensioni e la relativa sala prove e le sezioni adibite alla piccola lavorazione, al montaggio e ai servizi ausiliari.
Nel corso del primo conflitto mondiale le esigenze dettate dalla guerra richiesero alle officine un notevole sforzo produttivo, oltre che a una diversificazione delle lavorazioni, e oltre alla produzione di più di 100 motori diesel di varia potenza per sommergibili, vennero realizzati tubi di lancio per siluri, mine navali e varie centinaia di motori di aviazione per velivoli militari. In tale periodo in azienda trovarono impiego oltre 4000 operai. Nel 1918 la "Fiat-San Giorgio" venne ceduta all'Ansaldo, di proprietà della famiglia Perrone, mutando la sua denominazione in Ansaldo-San Giorgio.

### La nascita della Grandi Motori
Il periodo successivo al primo conflitto mondiale vide l'economia italiana colpita da una grave fase recessiva. Nello spezzino la famiglia Perrone proprietaria dell'Ansaldo fu costretta ad abbandonare la guida dello stabilimento "Ansaldo-San Giorgio" con il cantiere del Muggiano rilevato da Odero, mentre nel 1923 lo stabilimento torinese venne riacquistato dalla Fiat; la riacquizione di quelle che in origine erano le Officine Meccaniche Ansaldi sancirono la nascita della sezione Grandi Motori.
Dopo essere tornato di proprietà della Fiat, il complesso di Barriera di Milano, venne soggetto ad un grandioso piano di rinnovamento terminato solamente nel 1928. I lavori di rinnovamento degli stabilimenti hanno visto la copertura totale di alcuni cortili, la soppressione degli impianti di fucinatura, l'ingrandimento di quelli adibiti alla lavorazione dei motori di media grandezza, la costruzione di una nuova fonderia con la totale sostituzione di macchinari e fabbricati, la costruzione di un nuovo capannone per il montaggio e la prova dei motori e la costruzione di un grande fabbricato, destinato ad uso magazzino e deposito materiali; alla fine dei lavori gli stabilimenti raggiunsero l'estensione di 37.000 metri quadrati.
La produzione degli stabilimenti venne orientata verso molteplici direzioni, dalla costruzione di motori termici marini, industriali, ferroviari, alla produzione di macchine utensili, di fusioni di ghisa, di gruppi meccanici diversi, fino ad arrivare a lavorazioni parziali per conto terzi. Nel 1935, il notevole incremento della produzione rese necessario un ulteriore ampliamento che si concretizzò con la fabbricazione di una nuova struttura in cemento armato adatta a grandi macchine e provvista di due ali laterali dove veniva svolta la piccola lavorazione.
Alla vigilia della seconda guerra mondiale, la Grandi Motori dava lavoro a quasi 5.000 dipendenti e si sviluppava su una superficie di circa 115.000 metri quadrati.
Nel corso del conflitto la Grandi Motori è stata bersaglio di numerose incursioni aeree.
Al termine del conflitto vennero avviate le operazioni di ricostruzione e la produzione a partire dal 1948 iniziò una timida ripresa. Nel 1950, per rendere la fabbrica in grado di competere con la concorrenza estera, la Fiat decise di intraprendere un ulteriore progetto di ampliamento e di aggiornamento dei locali e dei mezzi di produzione. Il programma di rinnovamento venne realizzato tra il 1951 e il 1954 vide la costruzione di una nuova fonderia, una sistemazione più razionale degli impianti utilizzati ed un generale rinnovamento del macchinario e dei servizi generali. Grazie a questi interventi la Grandi Motori ha acquisito una nuova capacità produttiva, sia dal punto di vista qualitativo che da quello quantitativo. Nei primi anni sessanta le strutture produttive si estendevano su una superficie di 182.000 metri quadrati 85.000 dei quali coperti, con un parco macchinario che comprende circa 1.050 macchine utensili, impiegando circa 4.000 dipendenti che si occupavano della produzione di motori Diesel, turbine, macchine utensili, ricambi e lavorazioni per conto terzi.

### Grandi Motori Trieste

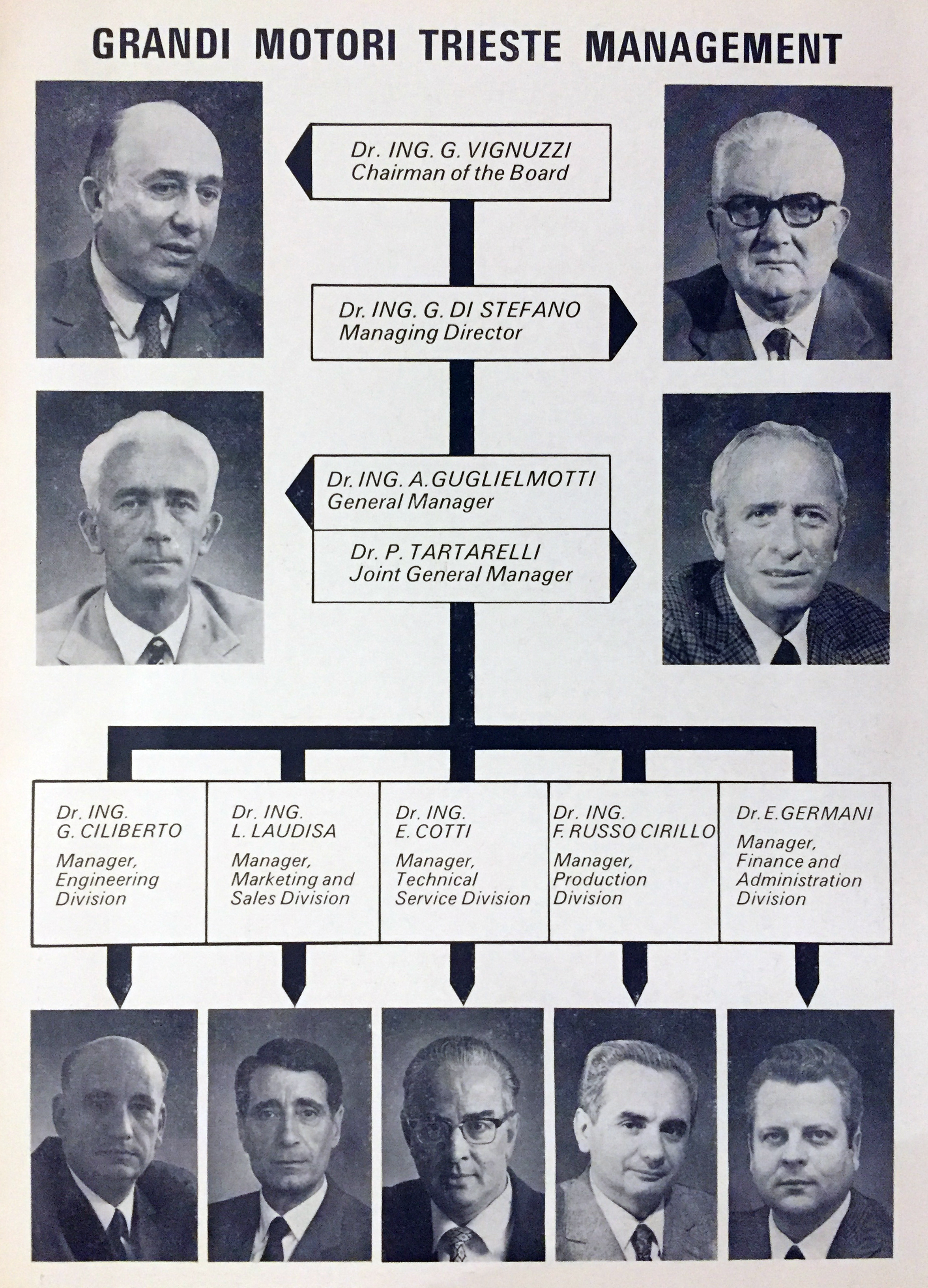
Primo Management GMT

Nell'ottobre 1966, nell'ambito del riassetto della cantieristica nazionale previsto dal CIPE venne siglato tra Vittorio Valletta, presidente della Fiat, e Giuseppe Petrilli, presidente dell'Iri, un accordo per la creazione della società Grandi Motori Trieste, in base al quale le due società rilevavano la Fabbrica Macchine Sant’Andrea accordandosi per trasferire le rispettive produzioni di grossi motori diesel di Fiat Grandi Motori, Ansaldo e CRDA nella joint venture. L'accordo prevedeva anche la costruzione di un nuovo e moderno stabilimento a Bagnoli della Rosandra, nel comune di San Dorligo della Valle, in provincia di Trieste al confine della Slovenia. L'idea fondante del progetto era quella di risarcire Trieste, con un'azienda che sostenesse l'occupazione sviluppando allo stesso tempo l'indotto, visto che il cantiere San Marco con il riassetto della cantieristica sarebbe stato utilizzato solo per riparazione e non più per nuove costruzioni.
Nel 1968 venne avviata la costruzione del nuovo stabilimento che è entrato in funzione nell'autunno del 1971 con circa 3000 dipendenti, con il personale dirigente e tecnico della vecchia Grandi Motori di Torino e quello, in prevalenza operaio ed impiegatizio, della ex Fabbrica Macchine di Sant'Andrea di Trieste. Nel 1972 la Direzione Generale e gli impianti produttivi vennero spostati da Torino a Trieste.
La Grandi Motori Trieste è stata poi ceduta per il 50% alla Finmeccanica, e nel 1984 è entrata a far parte della Fincantieri che spostò parte della produzione nello stabilimento di Bari dell'Isotta Fraschini Motori, azienda controllata da Fincantieri. Nel 1999 la Grandi Motori Trieste è stata acquistata dal gruppo finlandese Wärtsilä e lo stabilimento di Bagnoli della Rosandra costituisce la sede della Wärtsilä Italia.
Nel 1971 la Fiat Grandi Motori diventa "Fiat Divisione Mare" e nel 1977 Fiat Termomeccanica Turbogas (TTG), società che vedrà mano mano smantellare la propria produzione fino alla dismissione dello stabilimento nel corso degli anni novanta.